# World Port Index

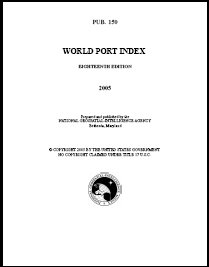
Omslag van de World Port Index.

De World Port Index is een publicatie van de National Geospatial-Intelligence Agency waarin van enige duizenden havens de positie, kenmerken, faciliteiten en diensten worden weergegeven. Naast de geografische coördinaten wordt onder meer aangegeven wat voor soort haven het betreft, de mate van beschutting en het tij. Daarnaast wordt ook aangegeven welke zeekaarten en zeilaanwijzingen van toepassing zijn.